# 不二越駅
不二越駅（ふじこしえき）は、富山県富山市石金にある富山地方鉄道不二越線（不二越・上滝線）の駅である。駅番号はT59。

## 歴史
戦前および戦中は、駅周辺の工場などからの貨物輸送でにぎわっていた。

### 年表
- 1914年（大正3年）12月6日：富山軽便鉄道の富山駅 - 笹津駅間開通と同時に山室駅として開業[1]。当初は停留場であった。
- 1915年（大正4年）10月24日：富山軽便鉄道が富山鉄道に改称[2]。
- 1917年（大正6年）9月17日：停留場から停車場に変更[2]。
- 1933年（昭和8年）4月20日：富山鉄道解散[3][4]。富山駅 - 堀川新駅間は富南鉄道に引き継がれる[5][2]（富山地方鉄道笹津線を参照）。
- 1941年（昭和16年）12月1日：富南鉄道が富山電気鉄道に路線を譲渡[2]。富山電鉄富南線の駅となる[6]。
- 1943年（昭和18年）
  - 1月1日：陸上交通事業調整法により富山地方鉄道発足。地鉄立山線の駅となる[6][注釈 1]。
  - 6月20日：不二越駅 - 南富山駅間が電化される[8]。
- 1958年（昭和33年）
  - 4月10日：駅舎改築[9]。
  - 4月12日：不二越駅に改称[10]。
- 1961年（昭和36年）7月18日：富山軌道線（山室線）中教院前停留場 - 不二越駅前停留場間開業[10]。
- 1972年（昭和47年）6月1日：貨物営業を廃止[11]。
- 1984年（昭和59年）4月1日：山室線廃止に伴い不二越駅前停留場廃止[12]
- 1989年（平成元年）9月15日：月極駐車場設置[13]。
- 2005年（平成17年）7月26日：県道の拡幅工事に伴い、ホーム及び線路を移設。駅舎は取り壊されホーム上屋だけとなった。この工事に伴い、線路の直線化、ホームのバリアフリー化、無人駅放送案内装置の導入などが行われた。

## 駅構造

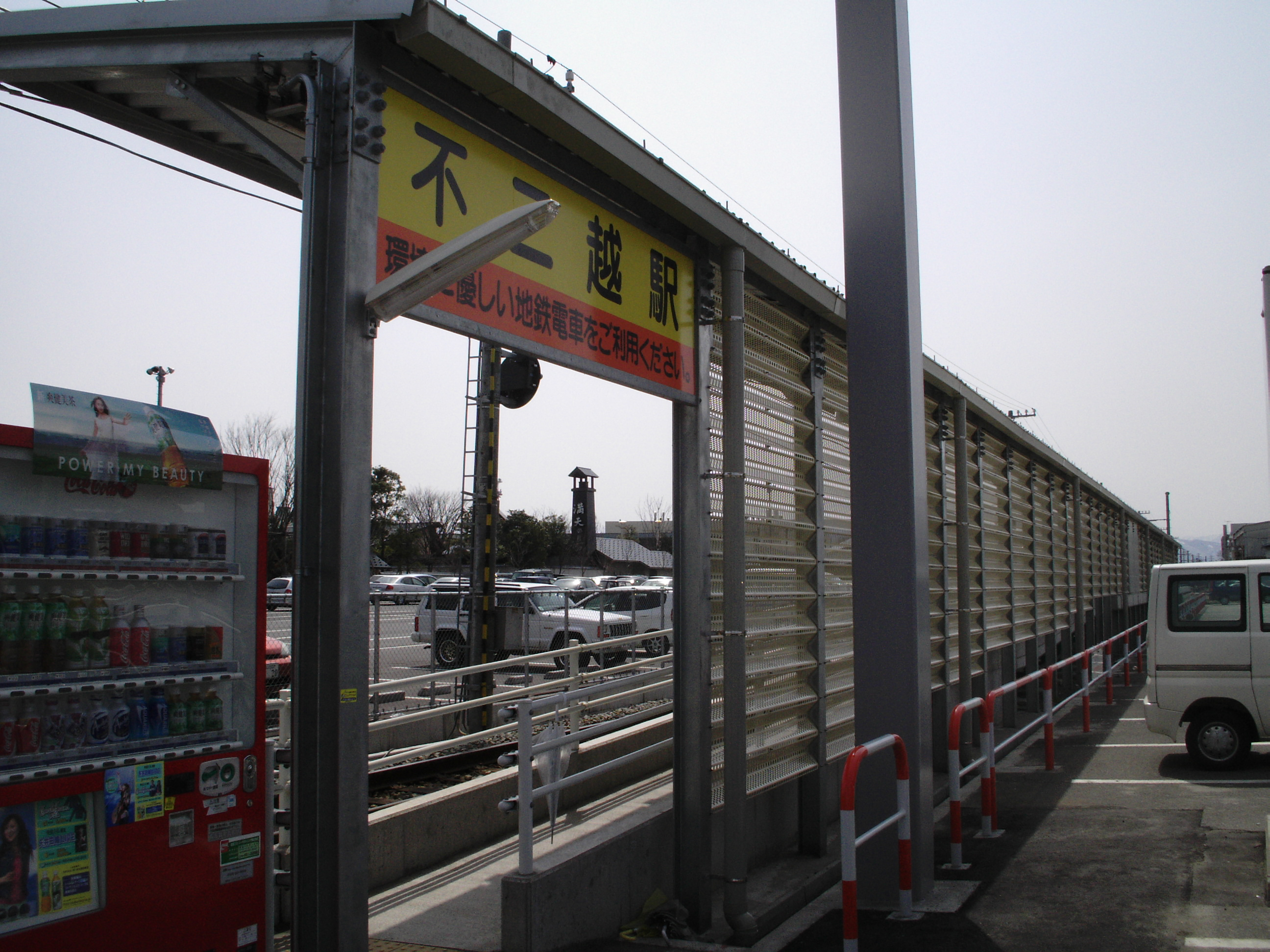
駅入口（2006年4月）

単式ホーム1面1線の地上駅。無人駅であるが、2012年（平成24年）3月17日時点では平日の朝のみ駅員が配置されている。

## 利用状況
「富山市統計書」によると、2019年度の1日平均乗車人員は205人である。
近年の1日平均乗車人員は以下の通り。
| 年度   | 1日平均 乗車人員 |
| ------ | ---------------- |
| 2001年 | 210              |
| 2002年 | 212              |
| 2003年 | 180              |
| 2004年 | 175              |
| 2005年 | 175              |
| 2006年 | 173              |
| 2007年 | 175              |
| 2008年 | 175              |
| 2009年 | 171              |
| 2010年 | 180              |
| 2011年 | 185              |
| 2012年 | 182              |
| 2013年 | 195              |
| 2014年 | 210              |
| 2015年 | 222              |
| 2016年 | 229              |
| 2017年 | 212              |
| 2018年 | 197              |
| 2019年 | 205              |
| 2020年 | 163              |
| 2021年 | 162              |
| 2022年 | 160              |

## 駅周辺
- 富山市立東部小学校
- 石金商店街
- 石金夢の森公園
- 不二越富山事業所
- 不二越病院
- 不二越工業高等学校
- 成田山富山分院（富栄寺）

## 隣の駅
富山地方鉄道
■不二越線
栄町駅 (T58) - 不二越駅 (T59) - 大泉駅 (T60)